# Tsjecho-Slowakije op de Olympische Zomerspelen 1924
Tsjecho-Slowakije nam deel aan de Olympische Zomerspelen 1924 in Parijs, Frankrijk. De Tsjecho-Slowaken namen 10 medailles terug naar huis, 9 bij het turnen, 1 bij gewichtheffen, goed voor een vijftiende plaats in het medailleklassement.

## Medailles

### Goud
- Bedrich Supcik — Turnen, mannen touwklimmen

### Zilver
- Robert Prazak — Turnen, mannen individueel meerkamp
- Robert Prazak — Turnen, mannen brug
- Robert Prazak — Turnen, mannen ringen
- Jan Koutny — Turnen, mannen paardsprong

### Brons
- Bedrich Supcik — Turnen, mannen individueel meerkamp
- Ladislav Vacha — Turnen, mannen ringen
- Ladislav Vacha — Turnen, mannen touwklimmen
- Bohumil Morkovsky — Turnen, mannen paardsprong
- Bohumil Durdys — Gewichtheffen, lichtgewicht

## Deelnemers en resultaten per onderdeel

### Voetbal

#### Mannentoernooi
- Voorronde
  - Wint van  Turkije (5 – 2)
- Eerste ronde
  - Speelt gelijk tegen  Zwitserland (1 – 1)
  - Verliest van  Zwitserland (0 – 1) → uitgeschakeld
- Spelers
  - Antonín Hojer
  - Emil Seifert
  - František Hochman
  - František Hojer
  - František Kolenatý
  - Jan Novák
  - Jaroslav Červený
  - Josef Čapek
  - Josef Novák
  - Josef Pleticha
  - Josef Sedláček
  - Josef Sloup
  - Josef Vlček
  - Josef Jelínek
  - Karel Pešek
  - Otto Krombholz
  - Otto Novák
  - Paul Mahrer
  - Rudolf Sloup
- Bondscoach
  - Jaroslav Bezecný

Argentinië · Australië · België · Brazilië · Brits-Indië · Bulgarije · Canada · Chili · Cuba · Denemarken · Ecuador · Egypte · Estland · Filipijnen · Finland · Frankrijk · Griekenland · Groot-Brittannië · Haïti · Hongarije · Ierland · Italië · Japan · Joegoslavië · Letland · Litouwen · Luxemburg · Mexico · Monaco · Nederland · Nieuw-Zeeland · Noorwegen · Oostenrijk · Polen · Portugal · Roemenië · Spanje · Tsjecho-Slowakije · Turkije · Uruguay · Verenigde Staten · Zuid-Afrika · Zweden · Zwitserland